# افرم
افرم (به بلغاری: Efrem) یک منطقهٔ مسکونی در بلغارستان است که در شهرستان ماجاروفو واقع شده‌است.